# Wahl zur London-Versammlung 2008

Zusammensetzung der London-Versammlung nach der Wahl:

Am 1. Mai 2008 fand eine Wahl zur Versammlung von London statt, zusammen mit der Wahl des Londoner Bürgermeisters 2008. Die Konservativen gewannen 2 Sitze, Labour gewann einen Sitz, die Liberaldemokraten verloren zwei Sitze und die UKIP verlor ihre 2 Sitze. Insbesondere wurde erstmals ein Kandidat für die "British National Party" (BNP) gewählt.

## Wahlsystem
Die Versammlung wird durch das System der zusätzlichen Mitglieder gewählt. Es gibt vierzehn direkt gewählte Wahlkreise, die bisher alle nur von der Konservativen Partei oder der Arbeitspartei gewonnen wurden. Weitere elf Mitglieder werden durch das Verhältniswahlrecht mit der Maßgabe zugeteilt, dass die Parteien mindestens fünf Prozent der Stimmen erhalten müssen, um sich für die Listenplätze zu qualifizieren. Vor diesen Wahlen wurden diese Sitze von fünf Liberaldemokraten, zwei Mitgliedern der Labour Party, zwei Mitgliedern der Grünen Partei und zwei Londonern besetzt. Die beiden Mitglieder von "One London" wurden als Kandidaten für die UK Independence Party gewählt, schlossen sich dann aber der abtrünnigen Veritas-Partei an oder unterstützten sie und verließen Veritas anschließend, um One London zu gründen. Im Vergleich zur vorherigen Wahl kandidierten 2008 zwei separate Fraktionen der "RESPECT Unity Coalition": Respect (George Galloway), der Ken Livingstone bei der Bürgermeisterwahl unterstützte, und "Left List", die Lindsey German (Bürgermeisterkandidatin von RESPECT im Jahr 2004) unterstützte.

## Analyse
Labour gewann Brent und Harrow von den Konservativen (die 2004 als einzige Wahlkreisvertretung den Besitzer gewechselt hatten, nachdem sie von Labour übernommen worden waren). Die anderen 13 Wahlbezirke blieben unverändert, wobei die beiden Herausforderungen der Liberaldemokraten, im Südwesten gegen die Konservativen und Lambeth und Southwark gegen Labour, beide gegen die Liberaldemokraten schwankten. Die Labour-Konservativen mit nur 1,3 % Mehrheit von Enfield und Haringey wurden von Labour mit nur einem winzigen Schlag gegen die Konservativen verteidigt. So war die Labour-Kampagne für die Londoner Versammlung wesentlich erfolgreicher als ihre Kampagne bei den Kommunalwahlen am selben Tag.

## Wahlergebnis
| Partei | Partei                          | Personalisiertes Verhältniswahlrecht | Personalisiertes Verhältniswahlrecht | Personalisiertes Verhältniswahlrecht | Personalisiertes Verhältniswahlrecht | Personalisiertes Verhältniswahlrecht | Personalisiertes Verhältniswahlrecht | Personalisiertes Verhältniswahlrecht | Personalisiertes Verhältniswahlrecht | Personalisiertes Verhältniswahlrecht | Personalisiertes Verhältniswahlrecht | Gesamt- mandate | Gesamt- mandate | Gesamt- mandate |
| Partei | Partei                          | Wahlkreis-Direktmandate              | Wahlkreis-Direktmandate              | Wahlkreis-Direktmandate              | Wahlkreis-Direktmandate              | Wahlkreis-Direktmandate              | Region (Listenmandate)               | Region (Listenmandate)               | Region (Listenmandate)               | Region (Listenmandate)               | Region (Listenmandate)               | Gesamt- mandate | Gesamt- mandate | Gesamt- mandate |
| Partei | Partei                          | Wahlkreis- stimmen                   | In %                                 | +/−                                  | Wahlkreis- mandate                   | +/−                                  | Listen- stimmen                      | In %                                 | +/−                                  | Listen- mandate                      | +/−                                  | Gesamt- mandate | +/−             | In %            |
| ------ | ------------------------------- | ------------------------------------ | ------------------------------------ | ------------------------------------ | ------------------------------------ | ------------------------------------ | ------------------------------------ | ------------------------------------ | ------------------------------------ | ------------------------------------ | ------------------------------------ | --------------- | --------------- | --------------- |
|        | Conservatives                   | 900.569                              | 37,4 %                               | ▲6,2 %                               | 8                                    | ▼1                                   | 835.535                              | 34,6 %                               | ▲6,1 %                               | 3                                    | ▲3                                   | 11              | ▲2              | 44,0 %          |
|        | Labour                          | 673.855                              | 28,0 %                               | ▲3,3 %                               | 6                                    | ▲1                                   | 665.443                              | 27,6 %                               | ▲2,6 %                               | 2                                    | ▬                                    | 8               | ▲1              | 32,0 %          |
|        | Liberal Democrats               | 330.018                              | 13,7 %                               | ▼4,7 %                               | 0                                    | ▬                                    | 252.556                              | 11,4 %                               | ▼5,5 %                               | 3                                    | ▼2                                   | 3               | ▼2              | 12,0 %          |
|        | Greens                          | 194.059                              | 8,1 %                                | ▲0,4 %                               | 0                                    | ▬                                    | 203.465                              | 8,4 %                                | ▼0,2 %                               | 2                                    | ▬                                    | 2               | ▬               | 8,0 %           |
|        | BNP                             | 18.020                               | 0,7 %                                | Neu                                  | 0                                    | Neu                                  | 130.714                              | 5,4 %                                | ▲0,7 %                               | 1                                    | ▲1                                   | 1               | ▲1              | 4,0 %           |
|        | Christian Choice †              | 65.357                               | 2,7 %                                | ▲0,3 %                               | 0                                    | ▬                                    | 70.294                               | 2,9 %                                | ▬                                    | 0                                    | ▬                                    | 0               | ▬               | 0,0 %           |
|        | Abolish the Congestion Charge   | –                                    | –                                    | –                                    | –                                    | –                                    | 63.596                               | 2,6 %                                | Neu                                  | 0                                    | Neu                                  | 0               | Neu             | 0,0 %           |
|        | Respect                         | 26.760                               | 1,1 %                                | ▼3,5 %                               | 0                                    | ▬                                    | 59,721                               | 2,5 %                                | ▼2,2 %                               | 0                                    | ▬                                    | 0               | ▬               | 0,0 %           |
|        | UKIP                            | 71.984                               | 3,0 %                                | ▼7,0 %                               | 0                                    | ▬                                    | 46,617                               | 1,9 %                                | ▼6,5 %                               | 0                                    | ▼2                                   | 0               | ▼2              | 0,0 %           |
|        | English Democrats               | 37.171                               | 1,5 %                                | Neu                                  | 0                                    | ▬                                    | 25.569                               | 1,0 %                                | Neu                                  | 0                                    | Neu                                  | 0               | Neu             | 0,0 %           |
|        | Left List                       | 33.438                               | 1,4 %                                | Neu                                  | 0                                    | Neu                                  | 22.583                               | 0,9 %                                | Neu                                  | 0                                    | Neu                                  | 0               | Neu             | 0,0 %           |
|        | Unity for Peace and Socialism # | –                                    | –                                    | –                                    | –                                    | –                                    | 6.394                                | 0,3 %                                | Neu                                  | 0                                    | Neu                                  | 0               | Neu             | 0,0 %           |
|        | Rathy Alagaratnam               | –                                    | –                                    | –                                    | –                                    | –                                    | 3.974                                | 0,2 %                                | Neu                                  | 0                                    | Neu                                  | 0               | ▬               | 0,0 %           |
|        | One London                      | –                                    | –                                    | –                                    | –                                    | –                                    | 3.430                                | 0,1 %                                | Neu                                  | 0                                    | Neu                                  | 0               | Neu             | 0,0 %           |
|        | National Front                  | 34.840                               | 1,4 %                                | Neu                                  | 0                                    | Neu                                  | –                                    | –                                    | –                                    | –                                    | –                                    | 0               | Neu             | 0,0 %           |
|        | Unabhängiger                    | 11.096                               | 0,5 %                                | Neu                                  | 0                                    | Neu                                  | –                                    | –                                    | –                                    | –                                    | –                                    | 0               | Neu             | 0,0 %           |
|        | Free England                    | 2.908                                | 0,2 %                                | Neu                                  | 0                                    | Neu                                  | –                                    | –                                    | –                                    | –                                    | –                                    | 0               | Neu             | 0,0 %           |
|        | Animals Count                   | 1.828                                | 0,1 %                                | Neu                                  | 0                                    | Neu                                  | –                                    | –                                    | –                                    | –                                    | –                                    | 0               | Neu             | 0,0 %           |
|        | Socialist (GB)                  | 1.588                                | 0,1 %                                | Neu                                  | 0                                    | Neu                                  | –                                    | –                                    | –                                    | –                                    | –                                    | 0               | Neu             | 0,0 %           |
|        | Socialist Alternative           | 1.587                                | 0,1 %                                | Neu                                  | 0                                    | Neu                                  | –                                    | –                                    | –                                    | –                                    | –                                    | 0               | Neu             | 0,0 %           |
|        | Communist League                | 701                                  | 0,0 %                                | Neu                                  | 0                                    | Neu                                  | –                                    | –                                    | –                                    | –                                    | –                                    | 0               | Neu             | 0,0 %           |
|        | Veritas                         | 510                                  | 0,0 %                                | Neu                                  | 0                                    | Neu                                  | –                                    | –                                    | –                                    | –                                    | –                                    | 0               | Neu             | 0,0 %           |
| Gesamt | Gesamt                          | 2.406.289                            | 100,0 %                              | ± 0                                  | 14                                   | ± 0                                  | 2.389.891                            | 100,0 %                              | ± 0                                  | 11                                   | ± 0                                  | 25              | ± 0             | 100,0 %         |